# Органіст коста-риканський
Органіст коста-риканський (Chlorophonia callophrys) — вид горобцеподібних птахів родини в'юркових (Fringillidae). Мешкає в Коста-Риці і Панамі.

## Опис

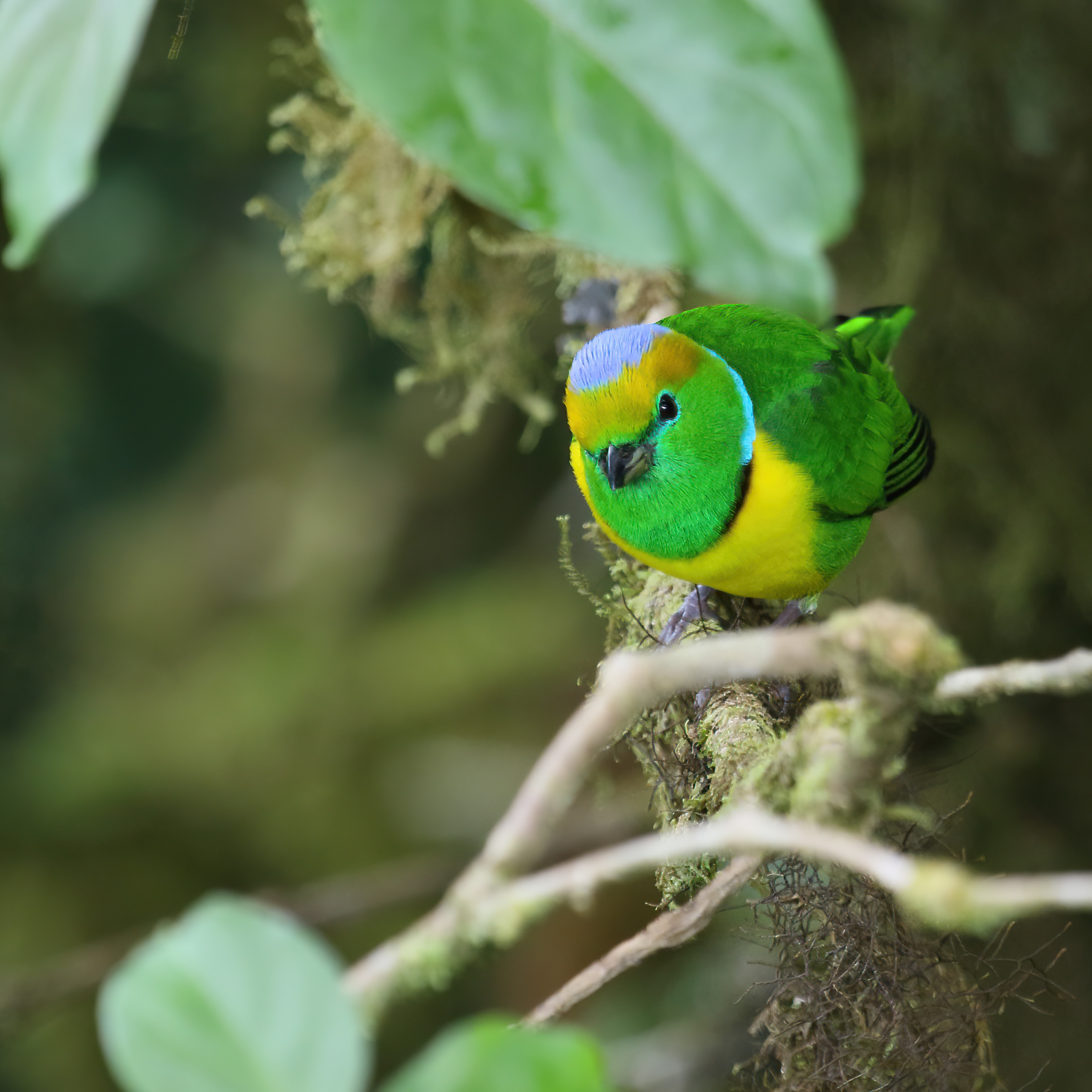
Самець коста-риканського органіста

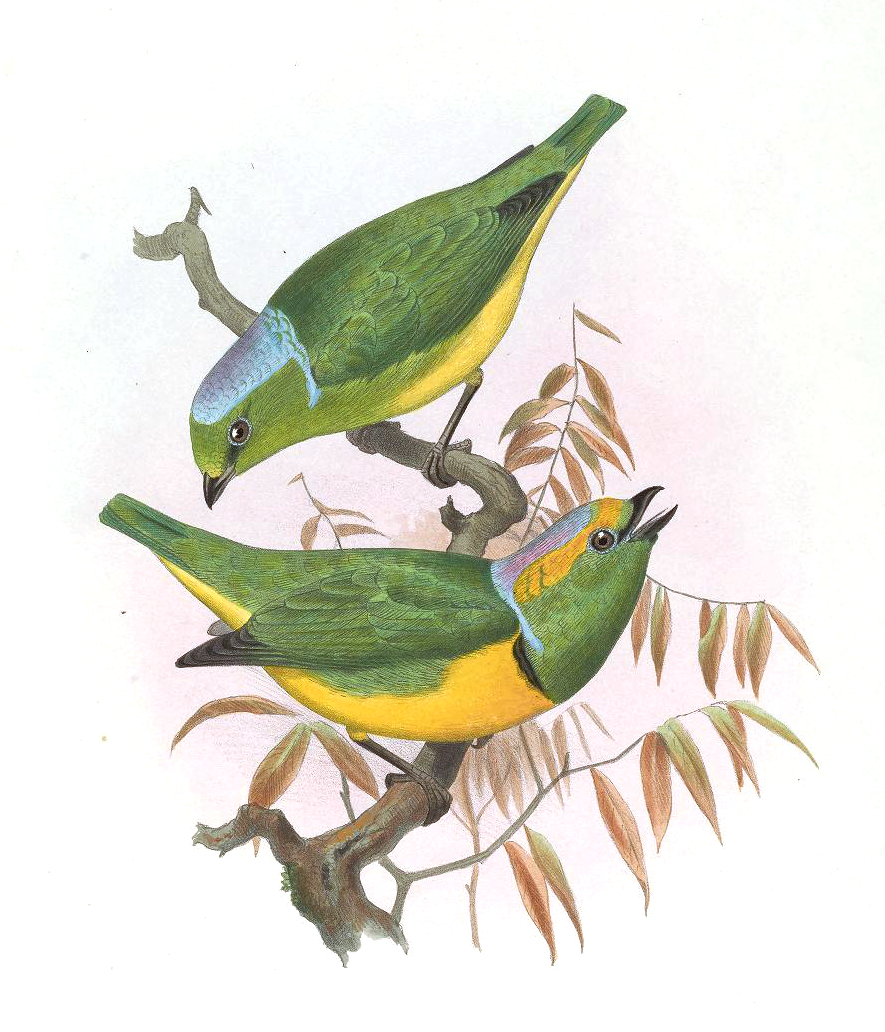
Пара коста-риканських органістів (самиця зверху)

Довжина птаха становить 13 см, вага 24 г. Обличчя, щоки, горло, спина і боки зелені, крила і хвіст чорнувато-зелені. Груди, гузка, лоб і верхня частина голови жовті. Тім'я, потилиця і плечі яскраво-фіолетово-сині. Під очима тонкі сині напівкільця. Від потилиці до грудей ідуть тонкі блакитні смуги, на грудях вони переходять в темний "комірець", що відділяє зелене горло від жовтих грудей. У самиць жовта пляма на верхній частині голови відсутня, а жовта пляма на нижній частині тіла менші. Очі темно-карі, дзьоб і лапи чорні.

## Поширення і екологія
Коста-риканські органісти мешкають в горах Коста-Рики і західної Панами. Вони живуть в кронах вологих гірських і хмарних тропічних лісів. Зустрічаються поодинці або парами, на висоті від 750 до 2500 м над рівнем моря. Живляться переважно ягодами омели (особливо ягодами Gaiadendron і Psittacanthus), ягодами вересових, кліщинцевих і маркгравієвих рослин, а також іншими ягодами і плодами, доповнюють свій раціон дрібними комахами та іншими безхребетними. Гніздяться з лютого по червень. Гніздо кулеподібне, будується самицею і самцем. Воно складається з зовнішньої частини, сплетеної з гілочок, лишайників і рослинних волокон і внутрішної, встеленої мохом, пухом або іншим м'яким матеріалом. В кладці 2-3 яйця. Інкубаційний період триває приблизно 2 тижні. Пташенята покидають гніздо через 3 тижні після вилуплення, однак батьки продовжують піклуватися про них ще деякий час. Насиджує лише самиця, за пташенятами доглядають і самиці, і самці. За сезон може вилупитися до двох виводків.

## В культурі
Пісні коста-риканських органістів не дуже складні і мелодійні, і зазвичай складаються з серії однотонних гугнявих криків або посвистів, які повторюються 3-4 рази. В коста-риканській легенді розповідається, що у минулому ці птахи (яких у Коста-Риці назвичають "руальдо") мали мелодійний спів, однак вони віддали його вулкану Поас в обмін на життя молодої дівчини, яку хотіли принести в жертву.